# ミッション:インポッシブル/ローグ・ネイション
『ミッション:インポッシブル/ローグ・ネイション』（原題：Mission: Impossible - Rogue Nation）は、2015年7月31日公開のアメリカ合衆国のスパイ映画。『ミッション:インポッシブル』シリーズの5作目。

## 概要
製作総指揮はシリーズの製作権を持つ主演のトム・クルーズの他、『ミッション:インポッシブル3』で脚本・監督を担当したJ・J・エイブラムス、スカイダンス・プロダクションズのデヴィッド・エリソン。
監督・脚本はトム・クルーズ主演の『アウトロー』でも監督を務めたクリストファー・マッカリー、原案はマッカリーと共にドリュー・ピアースが務めた。日本ではパラマウント・ジャパンが配給を行った最後の作品となった。

## ストーリー
IMF（Impossible Mission Force、不可能作戦部隊）のベテランエージェントであるイーサン・ハントは、謎の犯罪組織「シンジケート」の正体を探るため調査を進めていた。そんなある日、イーサンは指令を受けるためにIMFのロンドン支部を訪れるが、そこはすでに「シンジケート」の手に落ちており、イーサンは敵の罠にかかってしまう。拘束されたイーサンは拷問を受けるが、「シンジケート」の構成員である謎の美女イルサによって命を救われ脱出する。一方その頃、違法行為すら辞さないIMFの捜査方針を問題視していたCIA長官アラン・ハンリーの提案により、IMFは解体されCIAに吸収されてしまう。CIAは「シンジケート」をIMFが自らの存在意義を作るために創った実体のない組織だとみなしており、「シンジケート」の極秘調査を名目に召還に応じないIMFの大物エージェントであるイーサンを反逆者として国際手配してしまう。
それから6か月後、IMFの元メンバーはアランの監視を受けながら、それぞれCIA職員として任務をこなしていた。イーサンは変わらずCIAの捜索をかわしながら単独で「シンジケート」の調査を続け、彼らが死亡や行方不明になっている各国のスパイ達が集まってできたならずもの国家（ローグ・ネイション）であると突きとめる。しかし、独りでは彼らの陰謀を阻止することはできず、仲間のベンジーに協力を依頼する。イーサンはベンジーと共に「シンジケート」の作戦を食い止めようと奔走するが、そこでイルサとの再会を果たす。イルサの正体を「シンジケート」に潜入中のイギリスの諜報員だと見破ったイーサンだったが、敵の作戦を阻止することはできず、オーストリア首相の暗殺を許してしまうのだった。
イルサから「シンジケート」のボスであるソロモン・レーンの極秘情報が入力されたデータファイルが、モロッコの発電所の地下にある極秘施設に眠っていることを知らされたイーサンは、それを敵よりも早く入手するために再び危険なミッションへと挑み、見事成功させる。だが、その直後にイルサが裏切り、データ入りのUSBメモリを強奪されてしまう。ブラントとルーサー・スティッケルも合流したイーサンらはデータのコピーからそれが「レッドボックス」という、イギリス首相にしか暗号を解除できない極秘データであることを掴むが、解読できないため「シンジケート」の存在証明には繋がらない。一方、イルサは上司であるアトリーMI6局長にデータを渡し潜入任務の完了と復職を願うも却下される。イルサはレーンの下に戻るが、アトリーはデータを密かに消去しており、レーンの怒りを買ってイルサは窮地に立たされる。
データを餌にレーンを捕まえるためイルサに接触するイーサンらだったが、逆にレーンによってベンジーが捕まってしまう。レーンはベンジーを人質に解読したデータをイーサンに要求する。イーサンらはベンジーの救出とレーンの逮捕のため、無謀なイギリス首相の拉致計画を実行する。ブラントの密告でアランも参入する中、イーサンは首相の身柄を拘束することに成功し、「シンジケート」の正体がMI6の極秘作戦に端を発して実在することをアランに証明した上で、データの解読に成功する。データの正体はMI6が「シンジケート」計画用に用意した莫大な秘密資金の口座番号であった。
ベンジーとデータの交換場所でレーンは、ベンジーに爆弾を付けた上にイルサを使ってイーサンを牽制するようにし有利に交渉する。しかし、イーサンはデータの情報を記憶した上で破棄しており、自分が死ねば情報が手に入らなくなると逆に脅す。レーンは爆弾を解除すると、イルサを殺害してイーサンを確保するよう部下達に命令するが、2人は見事なコンビネーションで返り討ちにし、逃走する。レーンは自らの手で決着を付けるべく、単身でイーサンの前に現われ、イーサンを工事中の建物の中へと追い込む。だが、これはイーサンの罠であり、レーンは防弾ガラスの檻によって捕まえられてしまい、イーサンはロンドン支部での屈辱を晴らす。
後日、イーサンらIMFの働きを認めたアランは、IMFの解体提案は実は「シンジケート」捜査のためであったと政府に嘘をつき、政府にIMFの再建を願い出て認められブラントから空いていた後任のIMF長官として迎え入れられる。

## キャスト
| 役名                   | 俳優                           | 日本語吹き替え    |
| ---------------------- | ------------------------------ | ----------------- |
| イーサン・ハント       | トム・クルーズ                 | 森川智之          |
| ウィリアム・ブラント   | ジェレミー・レナー             | 花輪英司          |
| ベンジー・ダン         | サイモン・ペッグ               | 根本泰彦          |
| イルサ・ファウスト     | レベッカ・ファーガソン         | 甲斐田裕子        |
| ルーサー・スティッケル | ヴィング・レイムス             | 手塚秀彰          |
| ソロモン・レーン       | ショーン・ハリス               | 中尾隆聖          |
| アトリー               | サイモン・マクバーニー         | 佐々木睦          |
| ローレン               | チャン・チンチュー             | 御沓優子          |
| 英国首相               | トム・ホランダー               | 山岸治雄          |
| ヤニク・ヴィンター     | イェンス・フルテン             | 宮内敦士          |
| アラン・ハンリー       | アレック・ボールドウィン       | 田中正彦          |
| A400のパイロット       | マテオ・ルフィノ               | 長谷川敦央        |
| A400のパイロット       | フェルナンド・アバディ         | N/A               |
| A400のクルー           | アレック・アトゴフ             | 関雄              |
| レコードショップ店員   | ハーマイオニー・コーフィールド | 合田絵利          |
| 委員長                 | ナイジェル・バーバー           | 有本欽隆          |
| IMFオペレーター        | ジェームズ・ウェバー・ブラウン | 丸山壮史          |
| 英国首相の護衛         | ブルース・ローレンス           | 丸田光            |
| 英国首相の護衛         | フェミ・オグンバンジョー       | 吉田健司          |
| 制御室技師             | シャミール・ダウッド           | 北田理道          |
| 制御室技師             | サガー・ラディア               | 河合みのる        |
| オークション司会       | ケイティ・パティンソン         | 塙英子            |
| 指令の声               | N/A                            | 梅津秀行          |
| その他                 | N/A                            | 北斗利佳 菊池康弘 |

## スタッフ
- 監督：クリストファー・マッカリー
- 製作：トム・クルーズ、J・J・エイブラムス、ブライアン・バーク、デヴィッド・エリソン、ダナ・ゴールドバーグ、ドン・グレンジャー
- 脚本：クリストファー・マッカリー
- 音楽：ジョー・クレイマー（英語版）
- テーマ音楽：ラロ・シフリン
- 提供：パラマウント映画

### 日本語版
- 字幕翻訳：戸田奈津子
- 吹替演出：三好慶一郎[5]
- 吹替翻訳：岸田恵子[5]
- 吹替版制作：東北新社[5]

## 製作

### プリプロダクション
2013年にパラマウント映画とスカイダンス・プロダクションズはクルーズとイーサン・ハント役及びプロデューサーの契約を結んだ。またジェレミー・レナーもウィリアム・ブラント役を再演すると報じられた。2013年11月13日、公開日が2015年12月になることが発表された。2013年11月、サイモン・ペッグもまたベンジー役を再度務めることが報じられた。11月22日、監督はロバート・エルスウィットが撮影監督を務めるとツイートした。2014年5月、ウィル・ステイプルズが5作目の脚本に取り組んでいることが発表された。またクルーズはロンドンで撮影することを明かした。6月、レナーは5作目への出演を認めた。撮影はイギリスの前に8月にウィーンでも行われる。
2014年7月、レベッカ・ファーガソンがキャストに加わり、またアレック・ボールドウィンへの出演交渉が行われた。2014年8月、ボールドウィンはキャストに加わり、またヴィング・レイムスはルーサー・スティッケル役を再度務めることを明かした。9月5日、ショーン・ハリスがスタジオと悪役での出演交渉中であると発表された。10月2日、サイモン・マクバーニーがキャストに加わった。10月6日、中国人女優のチャン・チンチューがクルーズの相手役としてキャストに加わったと報じられた。オープニング・クレジットの主要キャストに名前があるが、クルーズとの共演シーンはなく、ベンジーをポリグラフにかけるCIA職員ローレン役の彼女が映っている時間は30秒ほどである。

### 撮影
主要撮影は2014年8月に始まり、21日、オーストリアのウィーンの現場での最初の写真が公開された。8月22日、クルーズとペグは監督のクリストファー・マッカリーと共にウィーン地下鉄に現れた。その後日、クルーズとファーガソンはウィーン国立歌劇場の屋上でのスタントを撮影した。8月26日、俳優たちは再びウィーンでの場面を撮影した。オーストリアでの一週間半に及ぶ撮影を終えた後、クルーズは残りの場面のためにモロッコのラバトに移った。現地のマラケシュ・ハイウェイは14日間（8月30日 - 9月12日）にわたって封鎖された。また、ラバトの他にアガディールでも撮影された。9月2日、カサブランカで2015年型BMW・M3セダンを走らせるクルーズが目撃された。10月8日と9日にはスタッド・ド・マラケシュで撮影され、両日ともそのために封鎖された。9月26日、M3で自らスタントをするクルーズの撮影風景が報じられた。
オーストリアとモロッコでの撮影の後、9月28日よりロンドンでの制作に移った。10月7日、モロッコでの撮影の後に損傷を受けたM3がトレーラーで運ばれた。10月10日、クルーズと彼のスタントマンのウェイド・イーストウッドがモナコで撮影する姿が報じられ、またファーガソンも目撃された。イーサン・ハントがクライミングして飛行中のエアバス A400Mの外でアクションする場面はケンブリッジシャーのRAFウィッタリングで撮影された。クルーズはスタントを使わずに高度5000フィートでの演技に臨んだ。11月9日、サウサンプトン・ウォーターでの撮影が始まった。2014年12月2日、クルーズはロンドンでの撮影中に二階建てバスに轢かれそうになるが、寸前のところでバスは彼を避け、無傷で済んだ。2015年2月20日、『ハリウッド・リポーター』はマッカリー、クルーズ、未知の第三者（報道ではコンサルタントのパトリック・ルシエ）が映画のエンディングに満足していなかったため、手直しのために撮影が一時中断していることを報じた。翌日、マッカリーはオリジナルのエンディングが前進していることをツイッターで明かした。またロンドンでの撮影風景も公開された。2015年3月12日、撮影の完了が監督のツイッターで確認された。
今作もまた、BMWがメイン・オートモーティブ・パートナーであり、2015年公開当時のBMWの新型車であるF80型BMW･M3セダンや、F15型BMW･X5 xDrive40e、G11型BMW･7シリーズ､F12型BMW･6シリーズ Mスポーツ カブリオレ ､BMWモトラッドのS1000RRが登場している｡

### 音楽
2014年9月19日、ジョー・クレイマーが作曲家として雇われた。

## 公開
パラマウント映画は当初は公開日を2015年12月25日に予定していた。2015年1月26日、パラマウントは予定日を2015年7月31日に前倒すことを発表した。『ハリウッド・リポーター』誌は変更の理由を『スター・ウォーズ/フォースの覚醒』と『007 スペクター』との競合を避けるためであると指摘した。2015年2月13日、パラマウントとIMAX コーポレーションは映画をIMAX形式にリマスターし、全世界のIMAX劇場で公開することを発表した。

### マーケティング
2015年3月22日、タイトルの『Mission: Impossible – Rogue Nation』とポスター、ティーザー予告編が公開された。さらにその翌日、全長予告編が公開された。

## 興行収入

### 北米
2015年7月30日木曜日のレイトショーでは、2764館が本作を上映し、400万ドルを稼ぎ出した。翌31日には、2030万ドルを稼ぎ出した。
最終的に、本作は公開初週末において全米3956館で公開され、5600万ドルを稼ぎ出し、週末興行収入ランキング初登場1位となった。なお、この数字は『ミッション・インポッシブル』シリーズのオープニング興行収入記録としては2番目に高い記録である（1位は『ミッション:インポッシブル2』が記録した5784万ドル）。

### 日本
全国600スクリーンで公開され、2015年8月8日・9日の興行成績は、動員42万7,281人、興収5億7,354万9,200円を記録。初日を含めた3日間成績は、動員57万935人、7億5,725万2,300円を記録。
同年8月30日までに、累積動員数309.4万人、累計興行収入40億円を突破。同年9月29日までに、累計観客動員が380万人、累計興行収入が50億円を突破。

## 受賞
- 第70回毎日映画コンクール[58]
  - TSUTAYA映画ファン賞 外国映画部門
- 第22回全米映画俳優組合賞（2016年）
  - スタント・アンサンブル賞 ノミネート

## 地上波テレビ放映履歴
| 回数 | 放送日        | 放送時間    | 放送分数 | 放送局     | 放送枠           | 平均世帯 視聴率 | 備考           | 出典   |
| ---- | ------------- | ----------- | -------- | ---------- | ---------------- | --------------- | -------------- | ------ |
| 1    | 2018年7月29日 | 21:00-23:29 | 149分    | テレビ朝日 | 日曜プライム     | 11.5%           |                |        |
| 2    | 2020年5月9日  | 21:00-23:40 | 160分    | フジテレビ | 土曜プレミアム   | 13.2%           | 本編ノーカット | [ 60 ] |
| 3    | 2022年5月7日  | 21:00-23:40 | 160分    | フジテレビ | 土曜プレミアム   | 8.4%            |                | [ 61 ] |
| 4    | 2025年5月23日 | 21:00-23:39 | 159分    | 日本テレビ | 金曜ロードショー | 7.4%            | 本編ノーカット | [ 62 ] |

- 関東地区のみ記載。
- 視聴率はビデオリサーチ調べ。関東地区でのデータ。

## 続編
2015年5月22日には、パラマウント映画がシリーズ6作目の製作を計画していると報道された。
2016年8月には、主演のトム・クルーズのギャラ交渉が難航しているため、製作が一時的にストップしていると米メディアが報じた。